# Mas Carbó (Sant Hilari Sacalm)
Mas Carbó és una masia de Sant Hilari Sacalm (Selva) inclosa a l'Inventari del Patrimoni Arquitectònic de Catalunya.

## Descripció
Masia formada per un conjunt d'edificacions, situada als afores del nucli urbà de Sant Hilari Sacalm, al Pla de les Arenes.
L'edifici principal, consta de planta baixa i dos pisos, i està cobert per una teulada a doble vessant amb el carener paral·lel a la façana.
A la façana principal, a la planta baixa, hi ha la porta d'entrada en arc pla, amb la llinda de fusta. Al costat esquerre hi ha dues finestres quadrangulars. Al primer pis, hi ha dues finestres rectangulars verticals amb la llinda monolítica i els brancals i l'ampit de pedra. Al segon pis, hi ha una finestra geminada en arc de mig punt amb pilastres, i al costat esquerre d'aquesta, una finestra rectangular vertical. Al costat dret de la masia, s'hi va adossar posteriorment un cos amb una obertura entre el primer i segon pis de la façana de l'edifici principal, que a la façana lateral dreta és una galeria a la planta baixa, i al pis té grans obertures rectangulars horitzontals. Al costat esquerre de la masia s'hi va afegegir una galeria.
A la part posterior de l'edifici, hi ha la masoveria.

## Història
El 1592 apareix documentat un mas, enderrocat el 1682. La masoveria data del 1898.